# Théâtre des Nouveautés
Théâtre des Nouveautés je divadlo v Paříži, jehož umístění se v průběhu doby měnilo.

## Historie
První divadlo Nouveautés otevřel dne 1. března 1827 na Rue Vivienne naproti burze Cyprien Bérard, bývalý ředitel Théâtre du Vaudeville. Tato budova, postavená podle plánů architekta Françoise Debreta, je postavena na místě pasáže Feydeau, která spojovala rue des Filles-Saint-Thomas s divadlem Feydeau, zničeným v roce 1829. Program tvořily vaudeville, komické opery (Hector Berlioz zde byl několik měsíců členem sboru) a satirické a politické hry. Divadlo však nebylo schopno čelit cenzuře a konkurenci se souborem Opéra-Comique, takže v roce 1832 muselo zavřít.
Okamžitě ho převzala Opéra-Comique a přesunula se sem ze Salle Ventadour, kde bylo příliš vysoké nájemné. Divadlo bylo definitivně uzavřeno v roce 1869 a bylo následně zbořeno.
Po více než třiceti letech bylo dne 7. dubna 1866 slavnostně otevřeno druhé Théâtre des Nouveautés. Dne 3. prosince 1866 požár zcela zničil novou budovu pouhých osm měsíců po jejím otevření. Divadlo bylo přestavěno za méně než tři měsíce a znovu bylo otevřeno dne 28. ledna 1867. V říjnu 1873 se divadlo přejmenovalo na Délassezs-Comiques. V roce 1878 bylo zbořeno.
Na bulváru des Italiens č. 28 se Jules Brasseur, který byl více než dvacet let hercem v divadle Palais-Royal, rozhodl založit ve spolupráci s M. Micheau, ředitelem Théâtre royal du Parc v Bruselu, nové divadlo. Nacházelo se na místě, kde byla v roce 1864 postavena koncertní síň a výstavní síň. V roce 1875 byla kompletně přestavěná na divadlo Folies-Ollier, které konkurovalo Folies-Bergère. Nová budova kruhový půdorys se třemi patry, obsahující 1000 míst. Divadlo se mělo jmenovat Fantaisies-Parisiennes, ale během výstavby tento název převzalo divadlo Beaumarchais a tak se nové divadlo přejmenovalo na Nouveautés.
Dne 12. června 1878 divadlo otevřel Jules Brasseur. Po jeho smrti v roce 1890 přešlo vedení na syna jeho bývalého partnera Henriho Micheaua. Henri Micheau se vymezil vůči žánru v Palais-Royal. V jeho divadle debutovali Alphonse Allais, Alfred Capus, Georges Feydeau a mnozí jiní.
Dne 30. června 1911 Henri Micheau musel  divadlo uzavřít kvůli výstavbě na Rue des Italiens.
Současné Théâtre des Nouveautés se nachází na adrese 24, bulvár Poissonnière. Sál postavený architektem Adolphem Thiersem a vybavený 585 místy byl slavnostně otevřen dne 21. dubna 1921. Program je věnován operetám a komediím.